# Szpik kostny

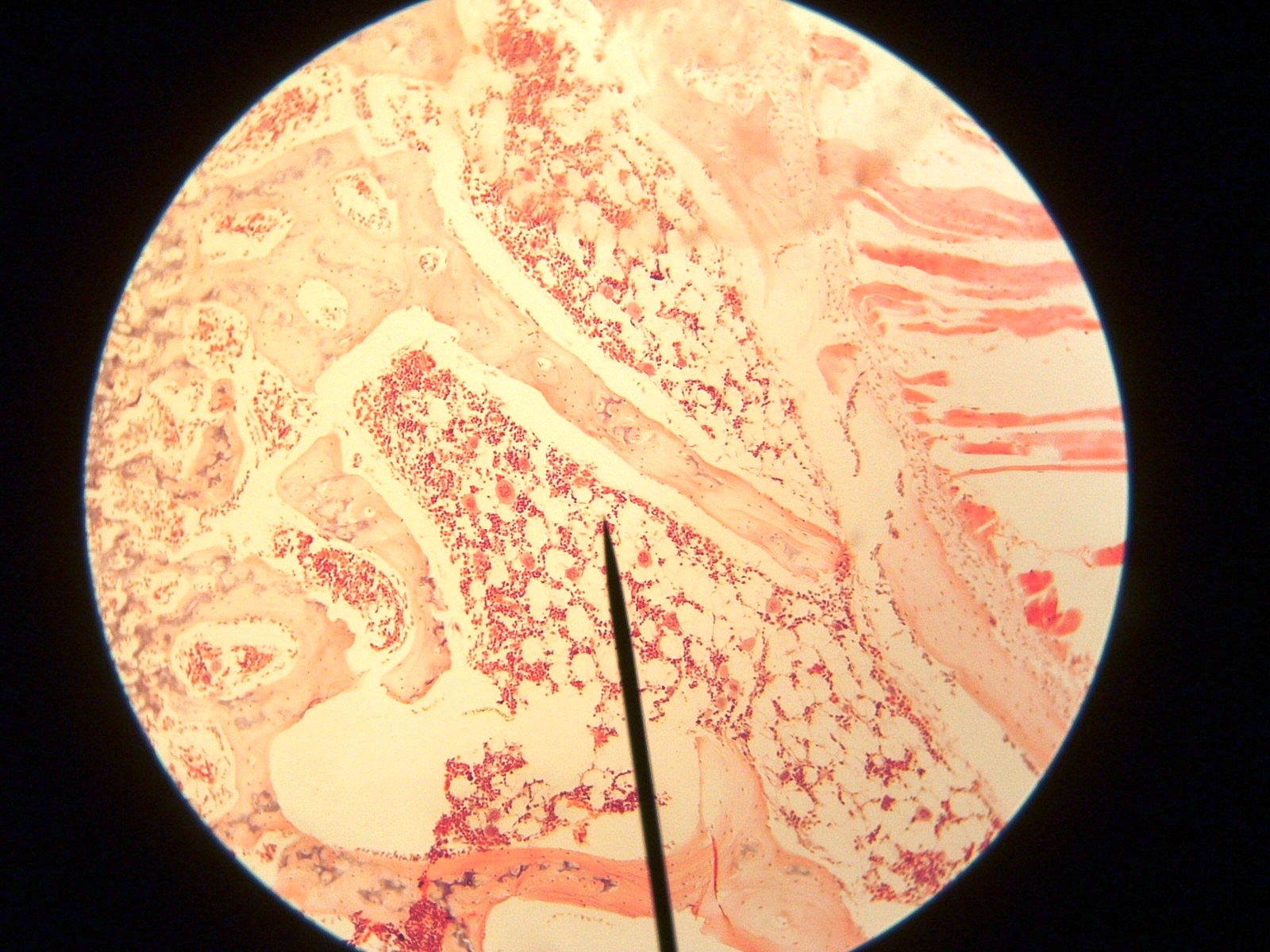
Szpik kostny widziany w mikroskopie świetlnym

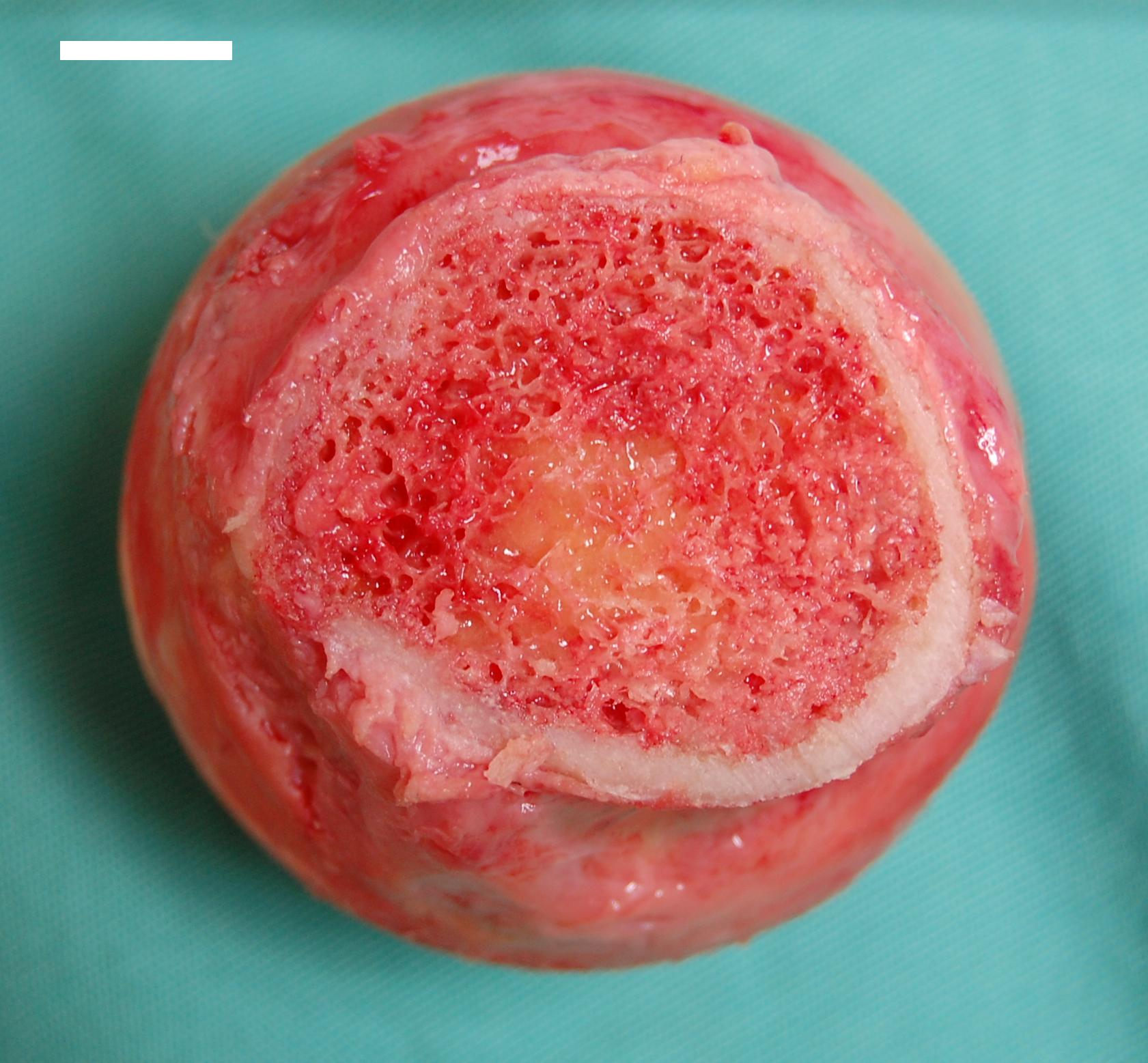
Przekrój przez głowę kości udowej, peryferyjnie widoczny szpik kostny czerwony, centralnie widoczny szpik kostny żółty

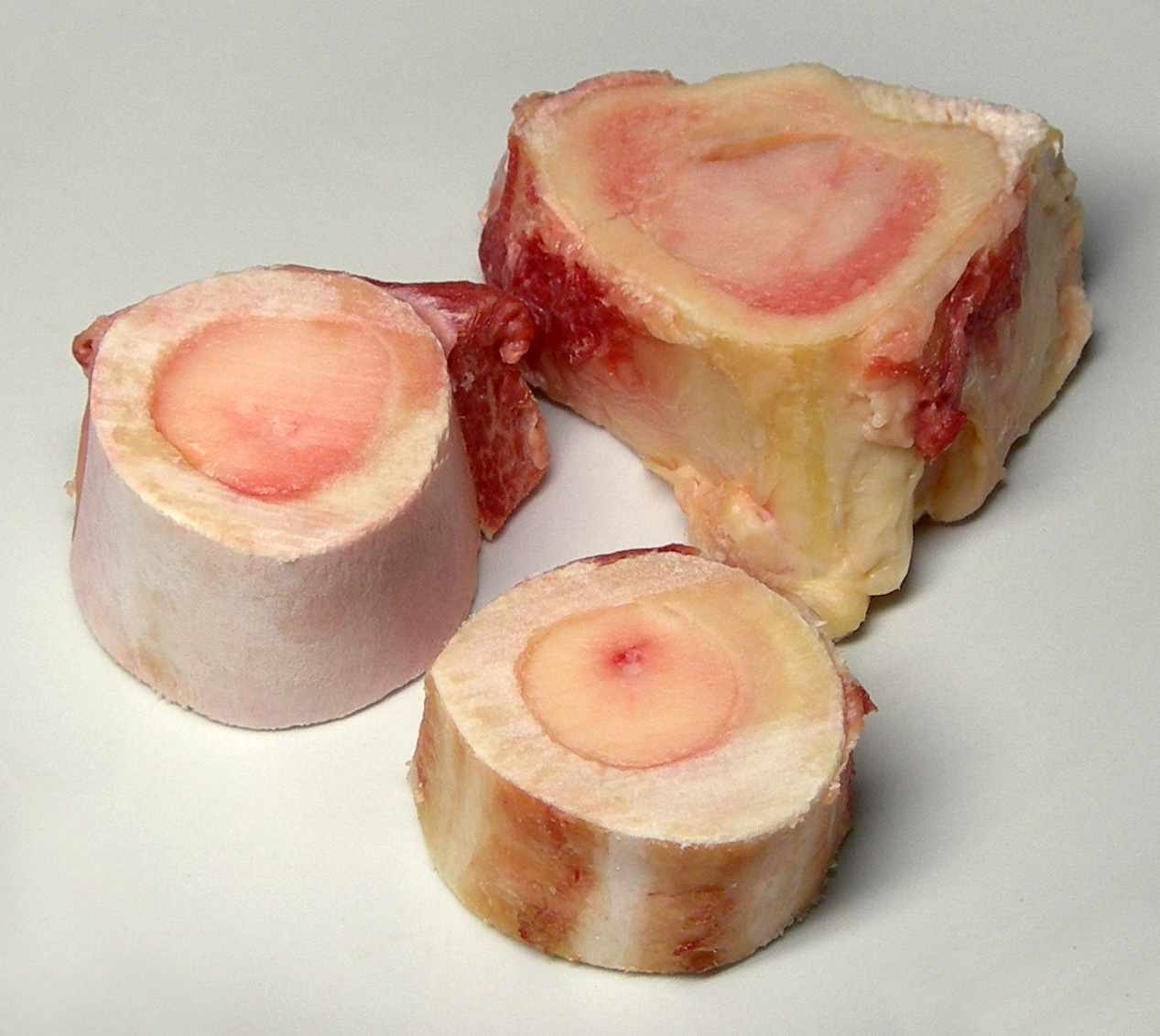
Kości wołowe z widocznym w środku szpikiem kostnym

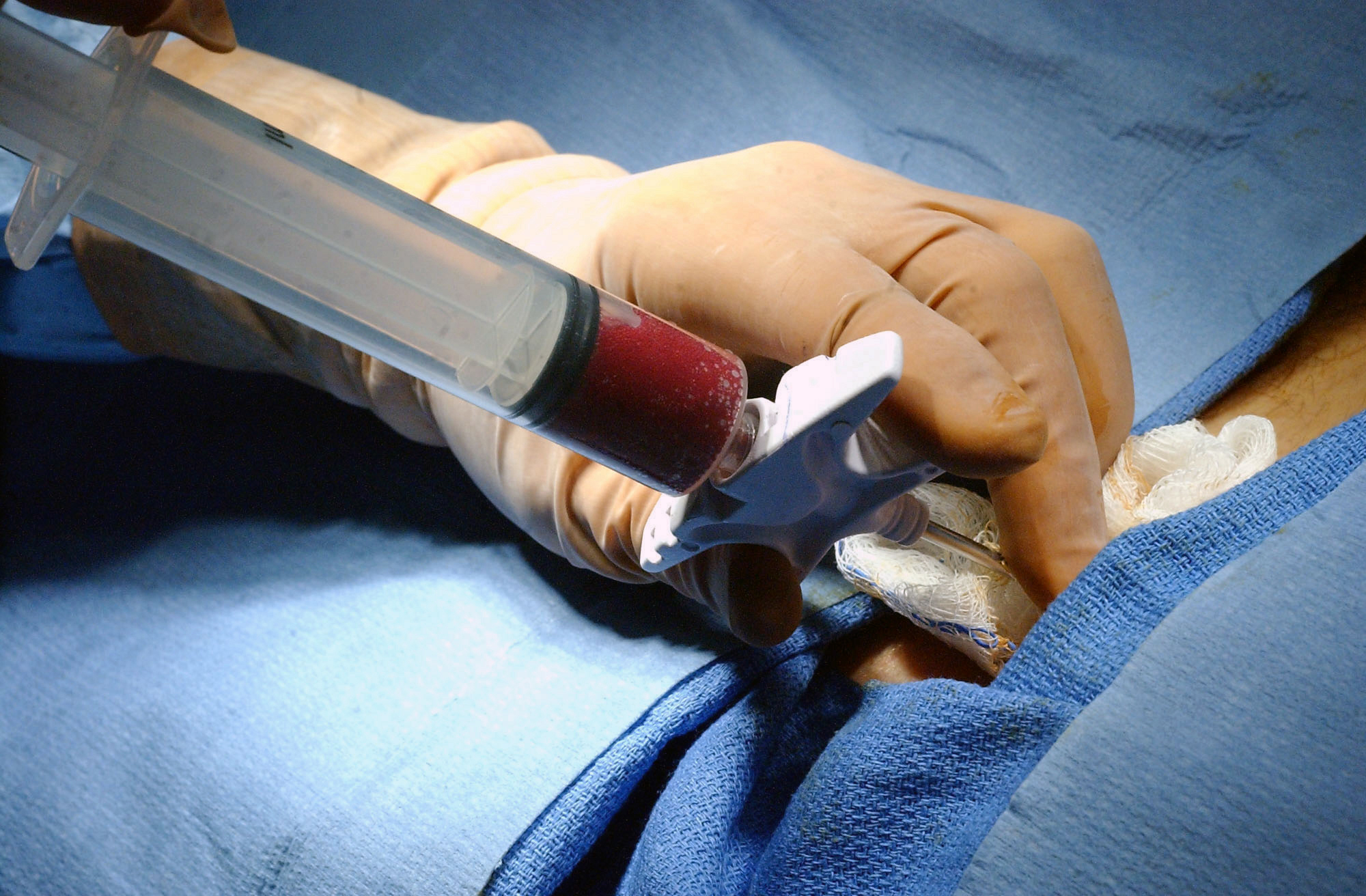
Biopsja aspiracyjna szpiku kostnego

Szpik kostny (łac. medulla ossium) – miękka, silnie ukrwiona, mająca gąbczastą konsystencję tkanka znajdująca się wewnątrz jam szpikowych kości długich oraz w małych jamkach w obrębie istoty gąbczastej kości. Masa całego szpiku u dorosłego człowieka wynosi około 2,5 kg.

## Budowa i funkcje
Rozróżnia się:
- szpik kostny żółty (łac. medulla ossium flava), składający się głównie z komórek tłuszczowych (stąd barwa), którego zawartość wraz z wiekiem każdego osobnika wzrasta. Ten rodzaj szpiku jest hemopoetycznie nieczynny.
- szpik kostny czerwony (łac. medulla ossium rubra), który jest miejscem powstawania elementów morfotycznych krwi, takich jak erytrocyty, granulocyty, trombocyty[1].

U płodu i noworodka szpik kostny czerwony wypełnia wszystkie kości. Z biegiem czasu czerwony szpik przekształca się w żółty, tak że u osób dorosłych czerwony szpik kostny występuje jedynie w kościach płaskich: mostku, trzonach kręgów, żebrach, kościach czaszki, kościach miednicy i łopatkach oraz w nasadach kości długich. W przypadku niedokrwistości szpik żółty może zostać zastąpiony czerwonym.
Podstawową jednostką budulcową szpiku kostnego jest tkanka siateczkowata pochodzenia mezenchymalnego (rodzaj tkanki łącznej) oraz naczynia włosowate o specjalnej budowie – o cienkich ściankach i zatokowych poszerzeniach.
Elementy siateczki tworzą strukturę na kształt sieci, w której oczkach zawieszają się komórki występujące w szpiku:
- erytroblasty
- komórki tłuszczowe
- megakariocyty
- mielocyty
- osteoblasty
- osteoklasty[2]

Szpik zawiera też nerwy i naczynia chłonne.

## Badanie szpiku kostnego[4]
W celu wykonania badań diagnostycznych szpiku kostnego należy dokonać jego pobrania. Są dwie metody pobierania materiału do badania: biopsja aspiracyjna i trepanobiopsja.
Wskazania do wykonania badania szpiku kostnego znajdują się w tym artykule.
Wykonuje się mikroskopowe badanie rozmazu szpiku kostnego czyli mielogram, a także szereg innych badań np. badania cytochemiczne.

## Choroby związane z patologią szpiku kostnego[4]
- pancytopenie
- niedokrwistości
- zaburzenia układu białokrwinkowego, m.in.
  - białaczki
  - granulocytopenia
- małopłytkowości
- szpiczak mnogi i inne paraproteinemie
- zespoły mielodysplastyczne
- i inne